# Camille Sauvageau
Camille François Sauvageau, né le 12 mai 1861 à Angers et mort le 5 août 1936 au Pouget, près de Sarlat, était un botaniste et un phycologue français.

## Biographie
Il étudia les sciences naturelles à l'université de Montpellier, y terminant ses études en 1884. Il obtient l'agrégation de sciences naturelles en 1886, puis exerça les fonctions d’assistant auprès de Charles Flahault (1884-1888) à Montpellier et de Philippe Van Tieghem (1885-1891) à Paris. En 1891, il obtint son doctorat à Paris avec la thèse Sur les feuilles de quelques monocotylédones aquatiques. En 1892, il fut nommé professeur à l'université de Lyon avant de devenir professeur de botanique à la Faculté des Sciences de Bordeaux (1901-1932).
Il est connu pour ses enquêtes sur les Phaeophyceae et était une autorité en taxonomie pour de nombreuses espèces d'algues brunes. En 1926, il décrivit l'ordre des Sporochnales.  On a donné son nom au genre mycologique Sauvageautia (Har., 1892) ainsi qu’aux algues du genre Sauvageaugloia (Hamel ex Kylin, 1940).
L'Académie française des Sciences lui décerna le Prix Montagne pour 1904.

## Quelques publications
- Sur la racine du Najas. 8 p. 1889
- Sur quelques algues phéosporées parasites, 21 p. 1892
- Algae. 4 p. 1897
- Remarques sur les Sphacélariacées, 634 p. 1900-1914
- Sur deux Fucus vivant sur le sable, 1907
- Sur une nouvelle complication dans l'alternance des générations des Cutleriales, 1907
- À propos des Cystoseira de Banyuls et de Guéthary. Editor Feret, 424 p. 1912
- Recherches sur les laminaires des côtes de France, 1918
- Utilisation des algues marines. Encyclopédie scientifique: Bibliothèque de botanique appliquée. Éditeur O. Doin, 394 p. 1920
- A propos de la rencontre du Desmarestia Dudresnayi Lamx. dans le golfe de Gascogne. 1925
- Sur le développement de quelques phéosporées ; Sur quelques algues phéosporées de la rade de Villefranche (Alpes-Maritimes) ; Sur quelques algues phéosporées de Guéthary (Basses-Pyrénées), 1929
- Second mémoire sur les algues phéosporées de Villefranche-sur-Mer. Réimprimé par l'université de Bordeaux, 203 p. 1936

Il a réalisé des contributions avec Narcisse Patouillard dans le Catalogue raisonné des plantes cellulaires de la Tunisie.